# 第三球衣

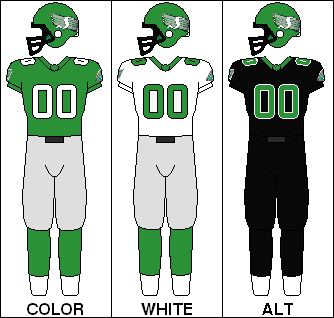
加拿大加式足球聯盟薩斯喀徹溫騎兵的2003年黑色備用隊服。

第三球衣、備用球衣、第三套裝或備用隊服是運動團隊會在比賽中穿的一種球衣。這種球衣不同於主場球衣或客場球衣，通常在兩隊球衣顏色相似的情況下，才會穿上備用球衣加以區別。備用球衣也是職業運動聯盟產生收入的一種方法，就是銷售給球迷。在北美運動聯盟中，NFL透過銷售球衣，每年賺進了12億美金；NBA也透過銷售球衣，每年賺進了9億美金。 備用球衣的另一種用途，就是表明其他緣故，像是中岸水手足球會在粉红丝带節時會穿上粉紅色的套裝，以及配合一些特別活動，例如中華職棒中信兄弟在棒球女孩日時，球員會改穿著粉紅色球衣進行比賽。
額外的備用球衣或第四/第五球衣並不常使用，但是有時候還是會使用到。例如與將要比賽的其他隊伍的隊服顏色相近，或是隊服無法使用。當球隊在同個賽季已經穿了超過三種套裝，額外的球衣通常都是從上一個賽季回收循環使用的。
第三球衣或第三隊服在北美職業體育聯賽都有使用。
第三套裝在歐洲足球和某些的歐洲橄欖球俱樂部相當常見。備用球衣在澳大利亞國內的兩個最大聯盟相當普遍，澳大利亞澳式足球聯盟（澳式足球）和全國橄欖球聯賽（聯盟式橄欖球）。